# قاعة كارنيجي
قاعة كارنيجي (بالإنجليزية: Carnegie Hall)‏ هي قاعة للحفلات الموسيقية في وسط مانهاتن في مدينة نيويورك، ويقع عنوانها في 881 الجادة السابعة، وتحتل الجانب الشرقي من الجادة السابعة بين الشارع الغربي 56 والشارع الغرب 57، على بعد بنايتين جنوب سنترال بارك.
تم تصميمها من قبل المهندس المعماري وليام بيرنت توتهيل وبنيت من قبل المحسن أندرو كارنيغي في عام 1891، وهي واحدة من أشهر الأماكن في العالم بما يخص للموسيقى الكلاسيكية والموسيقى الشائعة. تضم قاعة كارنيجي أقسامها الخاصة بالبرمجة والتطوير والتسويق، وتقدم حوالي 250 عرضًا كل موسم. كما يتم تأجيرها إلى مختلف الفرق. كانت أوركسترا نيويورك تقيم بها حتى عام 1962، عندما انتقلت إلى أوركسترا قاعة لينكولن سنتر.
تضم قاعة كارنيجي 3,671 مقعدًا مقسمة بين قاعاتها الثلاث.

## الأماكن
تحتوي قاعة كارنيجي على ثلاثة أماكن منفصلة ومتميزة للأداء.

### القاعة الرئيسية (قاعة شتيرن)

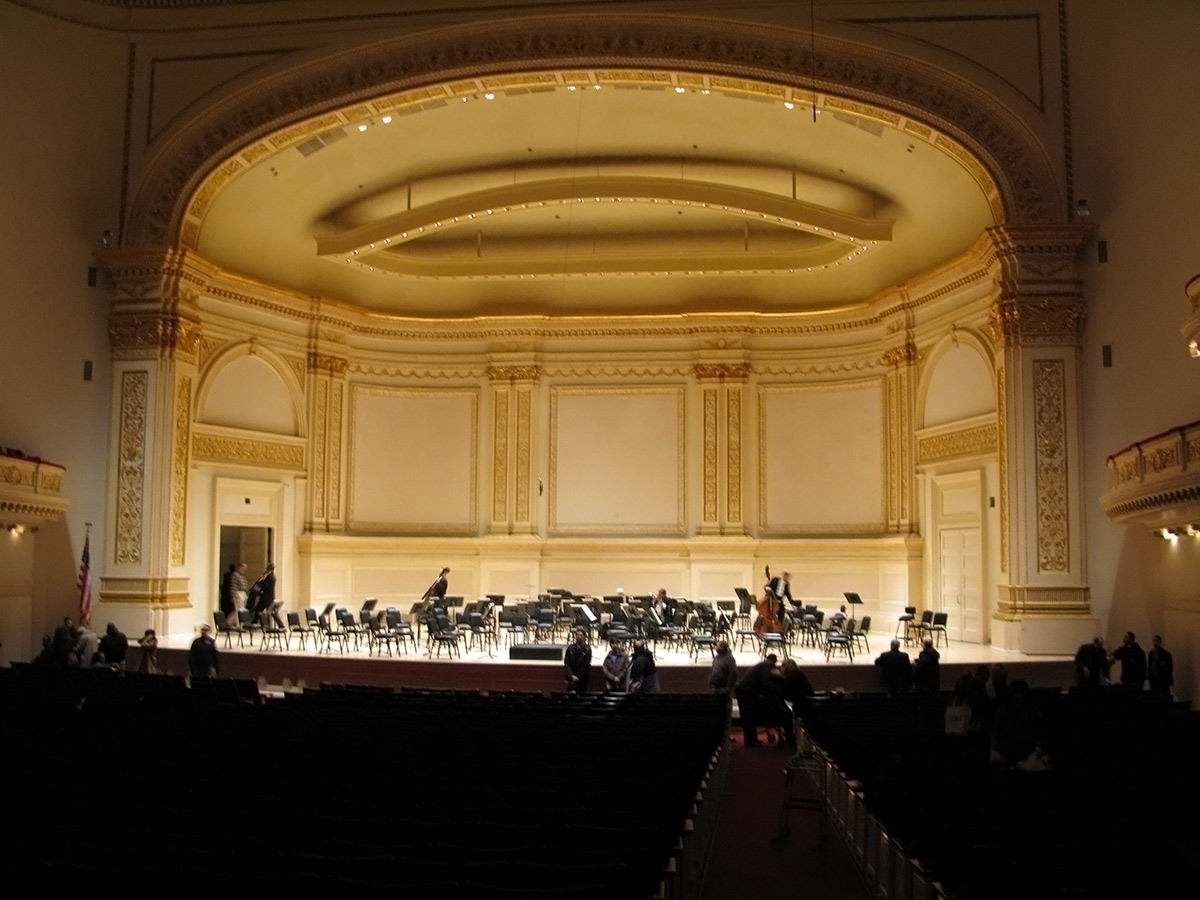
قاعة إسحاق شتيرن

قاعة إسحاق شتيرن تسع 804 مقعد على خمسة مستويات، وتمت تسميتها على عازف الكمان إسحق شتيرن في عام 1997 تكريما جهوده لإنقاذ القاعة من الهدم في الستينيات. القاعة مرتفعة كثيرا، ويجب على زوار الشرفة العلوية صعود 137 درجة. كل مستوى ما عدا العلوي يمكن الوصول إليه عن طريق المصعد.
كانت القاعة الرئيسية هي مقر أوركسترا نيويورك فيلهارمونيك من عام 1892 حتى عام 1962. عُرفت بكونها أرقى المسارح الموسيقية في الولايات المتحدة، وقُدّمت هناك عروض لأغلب فرق الموسيقى الكلاسيكية الرائدة ومشاهير الموسيقيين منذ عام 1891. تم تجديد القاعة في عام 1986.

### قاعة زانكل
قاعة زانكل، والتي تضم 599 مقعدًا، تحمل اسم جودي وآرثر زانكل. كانت تسمى في الأصل قاعة ريسايتال، وكانت هذه أول قاعة تفتح للجمهور في أبريل 1891. تم تغيير اسمها إلى كارنيجي ليسيوم بعد التجديدات التي تمت في عام 1896. تم تأجيرها إلى الأكاديمية الأميركية للفنون المسرحية في عام 1898، وتم تحويلها إلى سينما، وافتتحت كسينما قاعة كارنيجي في مايو 1961 بفيلم White Nights للمخرج لوتشينو فيسكونتي، وأعيدت كقاعة احتفالات في عام 1997. أعيد بناؤها وتصميمها لتكون مرنة ويمكن استخدامها في العديد من المناسبات المختلفة لتناسب احتياجات الفنانين. تم افتتاحها في سبتمبر 2003.
مقاعد القاعة مرتبة على مستويين، ويسع المستوى الأول ما مجموعه 463 مقعدًا والثاني 136 مقعدا. تبلغ مساحتها 44 قدمًا وعمقها 25 قدمًا – ويحتل المسرح ما يقرب من خمس مساحة القاعة.

### قاعة ويل
تضم قاعة جوان وسانفورد ويل على 268 مقعدًا وسميت على سانفورد ويل، الرئيس السابق لمجلس الإدارة، وزوجته جوان. هذه القاعة مستخدمة منذ افتتاحها في عام 1891، وسميت قاعة موسيقى الغرف (فيما بعد قاعة كارنيجي لموسيقى الغرف)؛ تم تغيير الاسم إلى قاعة كارنيجي ريسايتال في أواخر الأربعينيات، وأصبحت باسمها الحالي في عام 1986.
تعد القاعة الأصغر مساحة بين الثلاثة، حيث تضم 268 مقعدًا. يحتوي مستوى الأوركسترا على أربعة عشر صفًا من أربعة عشر مقعدًا، أي ما مجموعه 196، ويحتوي مستوى الشرفة على 72 مقعدًا موزعة في خمسة صفوف.

### المرافق الأخرى
يحتوي المبنى أيضًا على أرشيف تم تأسيسه في عام 1986، ومتحف روز الذي افتتح في عام 1991. وحتى عام 2009، كانت الاستوديوهات الموجودة فوق القاعة تحتوي على مساحات عمل للفنانين في مجالات الفنون الأدائية والتصويرية بما في ذلك الموسيقى والدراما والرقص وكذلك المهندسين والمسرحيين والوكلاء الأدبيين والمصورين والرسامين. كانت المساحات غير عادية في كونها مصممة لغرض العمل الفني، وذات سقوف عالية جدا، ومناور ونوافذ كبيرة للضوء الطبيعي. في عام 2007، أعلنت مؤسسة قاعة كارنيجي عن خطط لإجلاء 33 من سكان الاستوديو المتبقين، بعضهم كانوا في المبنى منذ الخمسينيات، مثل مصورة المشاهير إديتا شيرمان ومصور الأزياء بيل كانينغهام. أظهر بحث المنظمة أن أندرو كارنيجي رأى أن المساحات تمثل مصدر دخل لدعم القاعة وأنشطتها. أعيد تخصيص المساحة لتعليم الموسيقى ومكاتب الشركات.

## الهندسة

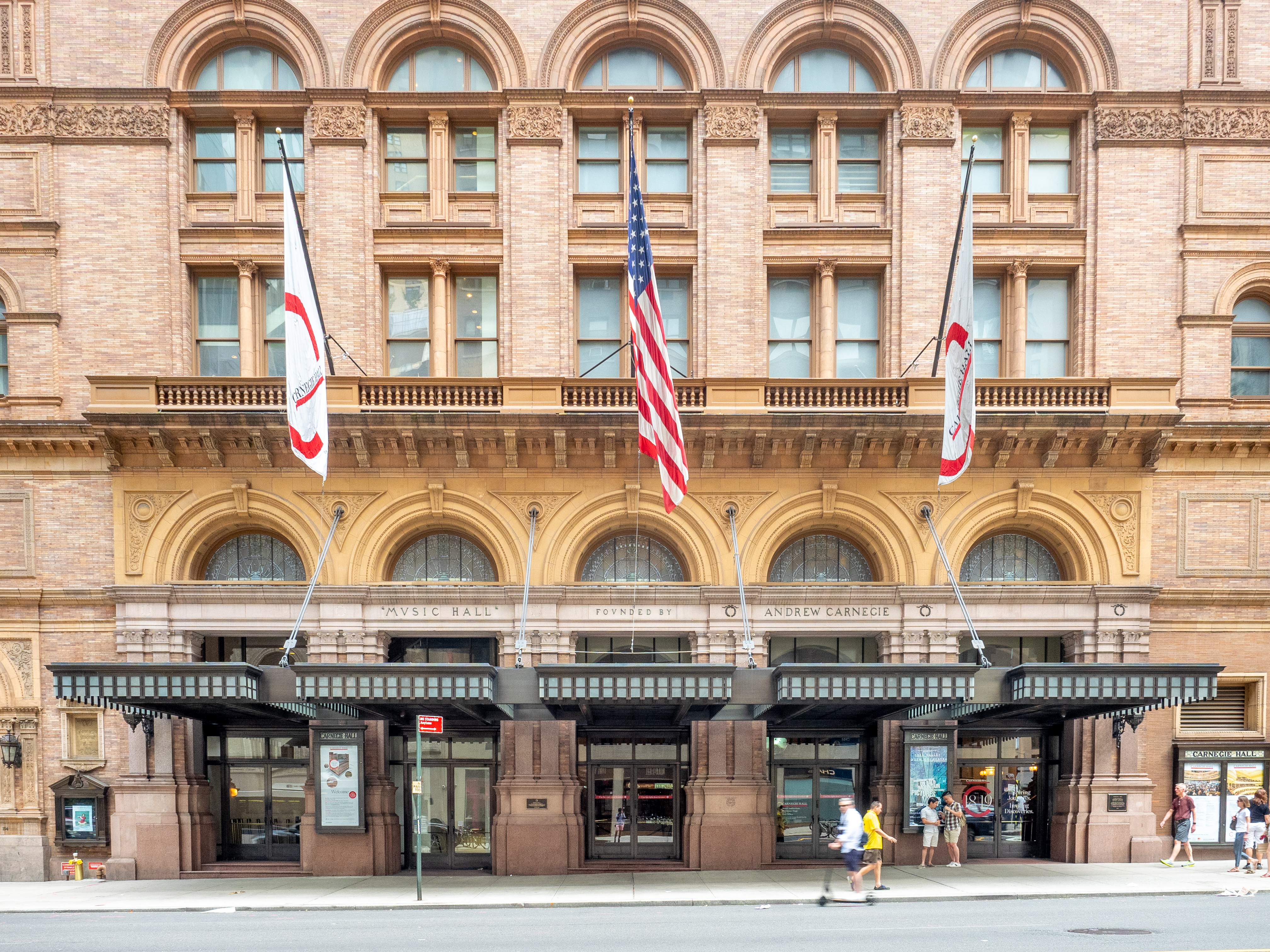
مدخل قاعة كارنيجي الرئيسي

قاعة كارنيجي هي واحدة من آخر المباني الكبيرة في نيويورك التي بنيت بالكامل من الحجر ودون إطار من الصلب؛ ولكن تم وضع إطارات فولاذية حول أجزاء من المبنى عندما أضيفت مساحات جديدة إلى المبنى في نهاية القرن العشرين. الجزء الخارجي مصنوع من الطوب الروماني أصفر اللون، مع تفاصيل من الأجر الطيني والحجر البني.

## التاريخ

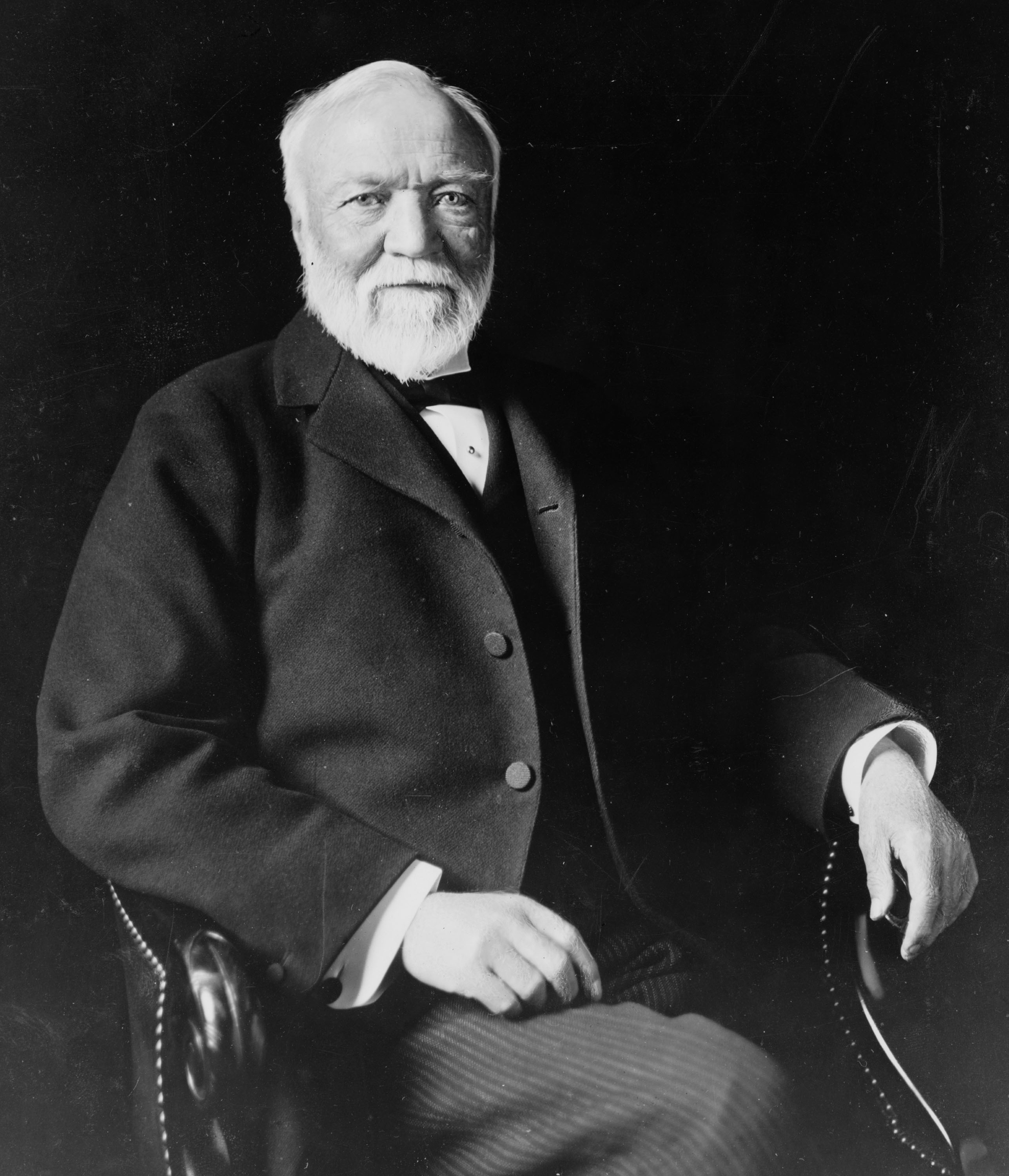
أندرو كارنيجي، 1913

سميت قاعة كارنيجي على المحسن أندرو كارنيغي الذي مول بناءها. كان من المفترض أن تكون مكانًا لجمعية أوراتوريو في نيويورك وجمعية سيمفونية نيويورك، حيث عمل كارنيجي في مجالس إدارتها. بدأ البناء في عام 1890 عن طريق المهندس إسحاق هوبر وشركاه. كان المبنى قيد الاستخدام في أبريل 1891، إلا أن ليلة الافتتاح الرسمية كانت في 5 مايو، مع حفلة موسيقية أداها والتر دامروش والملحن الروسي بيتر إليتش تشايكوفسكي. كان تُعرف في الأصل باسم «قاعة الموسيقى» فقط كما سماها كارنيجي، ولا يزال هذا الاسم يظهر على الواجهة، وتم تغيير اسمها إلى قاعة كارنيجي في عام 1893 بعد قام أعضاء مجلس إدارة القاعة بإقناع كارنيجي بالسماح لهم باستخدام اسمه. أجريت عدة تعديلات على المبنى بين عامي 1893 و1896، بما في ذلك إضافة برجين في استوديوهات الفنانين، وتعديلات على قاعة أصغر حجماً في الطابق السفلي للمبنى.
كانت القاعة مملوكة لعائلة كارنيجي حتى عام 1925، عندما باعتها أرملة كارنيجي للمطور العقاري روبرت إي. سيمون. توفي سايمون في عام 1935، وأصبح ابنه المالك للقاعة. بحلول منتصف الخمسينيات، دفعت التغييرات في مجال الموسيقى سايمون إلى عرض القاعة للبيع إلى أوركسترا نيويورك، التي حجزت معظم تواريخ الحفلات في القاعة كل عام. رفضت الأوركسترا العرض، لأنها خططت للانتقال إلى مركز لينكون، والذي كان وقتها في مراحل التخطيط الأولى. في ذلك الوقت، كان يعتقد أن مدينة نيويورك لا يمكنها دعم موقعين رئيسيين للحفلات الموسيقية. اضطر سايمون إلى عرض المبنى للبيع بعد فقدانه المستأجر الرئيسي. لم تنجح الصفقة، وبحلول عام 1960، تقرر هدم المبنى لبناء ناطحة سحاب تجارية مكانه. شكل الفنانون المقيمون مجموعة يقودها عازف الكمان إسحاق شتيرن لمنع هدم القاعة، فقامت مدينة نيويورك بشراء الموقع من سايمون بمبلغ 5 ملايين دولار (واستخدم سايمون المال لاحقا لتأسيس بلدة ريستون في فرجينيا)، وفي مايو 1960، تم إنشاء مؤسسة قاعة كارنيجي غير الربحية لإدارة هذا المكان. تم تخصيص القاعة كمعلم تاريخي وطني في عام 1962.

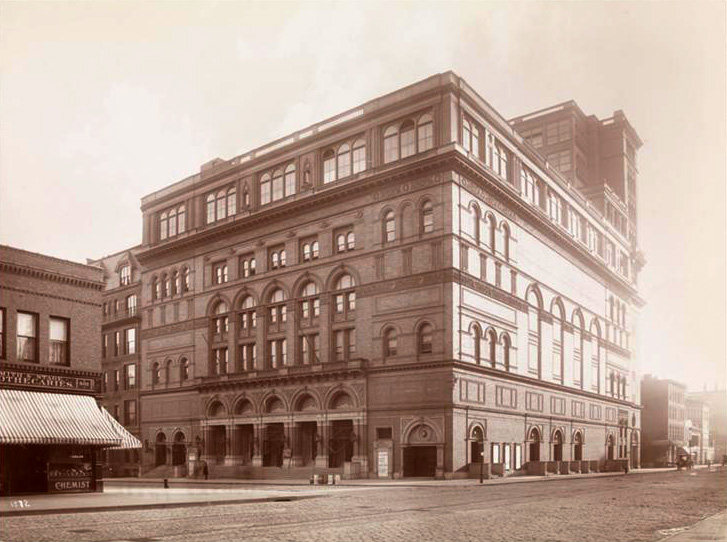
قاعة كارنيجي عام 1895

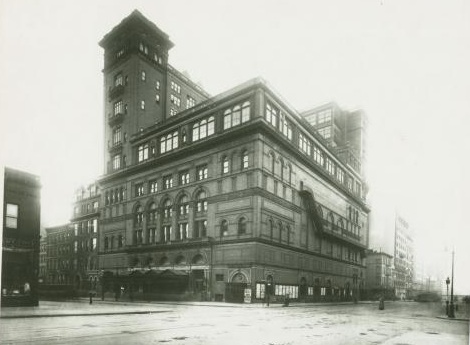
قاعة كارنيجي عام 1910

عزف معظم الموسيقيين الكلاسيكيين في القاعة منذ بنائها، وتم تزيين ردهاتها بالصور والتذكارات الموقعة. سجلت أوركسترا إن بي سي السيمفونية، بقيادة أرتورو توسكانيني، عددا من أعمالها في القاعة الرئيسية لصالح شركة آر سي أيه فيكتور. في 14 نوفمبر 1943، قدم ليونارد برنستاين ظهوره الأول وهو بعمر 25 عامًا، حيث حضر كبديل للمايسترو برونو والتر الذي مرض فجأة، وتم بث الحفل على شبكة سي بي إس، فأصبح مشهورًا على الفور. في خريف عام 1950، تم نقل حفلات الأوركسترا الإذاعية الأسبوعية إلى هناك حتى تم حل الأوركسترا في عام 1954. وتم بث العديد من الحفلات الموسيقية بواسطة قناة NBC، وتم حفظها على أشرطة سينمائية، وتم إصدارها على الفيديوهات المنزلية.
كما قدم العديد من أساطير الجاز البوب عروضًا كبيرة في قاعة كارنيجي بما في ذلك بيني غودمان، ديوك إلينغتون، غلين ميلر، بيلي هوليداي، بيلي إيكستين، ديف بروبيك، وفيوليتا فيلاس، جودي جارلاند، هاري بيلافونتي، تشارلز آزنافور، آيك وتينا تيرنر، بول روبسون، نينا سيمون، شيرلي باسي، جيمس جانج، ستيفي راي فون.
كانت القاعة أيضًا موقعًا للعديد من المحاضرات الشهيرة، بما في ذلك محاضرة الذكرى السنوية لمعهد توسكيجي التي ألقاها بوكر تي واشنطن، وآخر محاضرة علنية قام بها مارك توين، وكلاهما في عام 1906.
أصبحت سيسيريتا جونز أول أميركية سوداء تغني في القاعة في 15 يونيو 1892. أقامت أوركسترا بيني غودمان حفلاً موسيقياً للجاز في 16 يناير 1938، وعزف معه عدة ضيوف من بينهم كاونت باسي وأوركسترا ديوك إلينغتون.
دخلت موسيقى الروك آند رول لأول مرة إلى قاعة كارنيجي عندما ظهر بيل هالي في حفل موسيقي متنوع في 6 مايو 1955. لم يتم حجز حفلات الروك بانتظام في القاعة حتى 12 فبراير 1964، عندما قام فريق البيتلز بتقديم عرضين  خلال أول رحلة لهم إلى الولايات المتحدة. أقنع مروج العروض سيد بيرنستاين مسؤولي قاعة كارنيجي بأن السماح بعرض حفل البيتلز في المكان «سيعزز التفاهم الدولي» بين الولايات المتحدة وبريطانيا العظمى. قدم فريق ليد زيبلين حفلين موسيقيين في 17 أكتوبر 1969. منذ ذلك الحين ظهر العديد من فناني الروك والبلوز والجاز والكانتري في القاعة كل موسم.

### التجديدات والإضافات
تم تجديد المبنى على عدة مراحل في عامي 1986 و 2003، من قبل جيمس ستيوارت بولشيك، الذي اشتهر ببناء القبة السماوية في المتحف الأمريكي للتاريخ الطبيعي. اشترك بولشيك وشركته في أربع مراحل لتجديد القاعة وتوسيعها منذ عام 1978، بما في ذلك وضع خطة رئيسية في عام 1980؛ تم تنفيذ التجديد الفعلي للقاعة الرئيسية وقاعة ستيرن وإنشاء قاعة ويل وقاعة كابلان في عام 1986؛  إنشاء متحف روز، والغرفة الشرقية وغرفة النادي (سميت فيما بعد قاعة روهاتين و غرفة نادي شورين، على التوالي)، جميعها في عام 1991؛ ومؤخرا، تم إنشاء قاعة زانكل في عام 2003.
لم يخل التجديد من الجدل. بعد الانتهاء من العمل في القاعة الرئيسية في عام 1986، كانت هناك شكاوى من أن سمعيات القاعة قد تضاءلت. نفى المسؤولون الذين شاركوا في عملية التجديد حدوث أي تغيير، إلا أن الشكاوى استمرت خلال السنوات التسع القادمة. في عام 1995، تم اكتشاف أن سبب المشكلة كان بلاطة من الخرسانة تحت المسرح. تمت إزالة البلاطة لاحقًا.

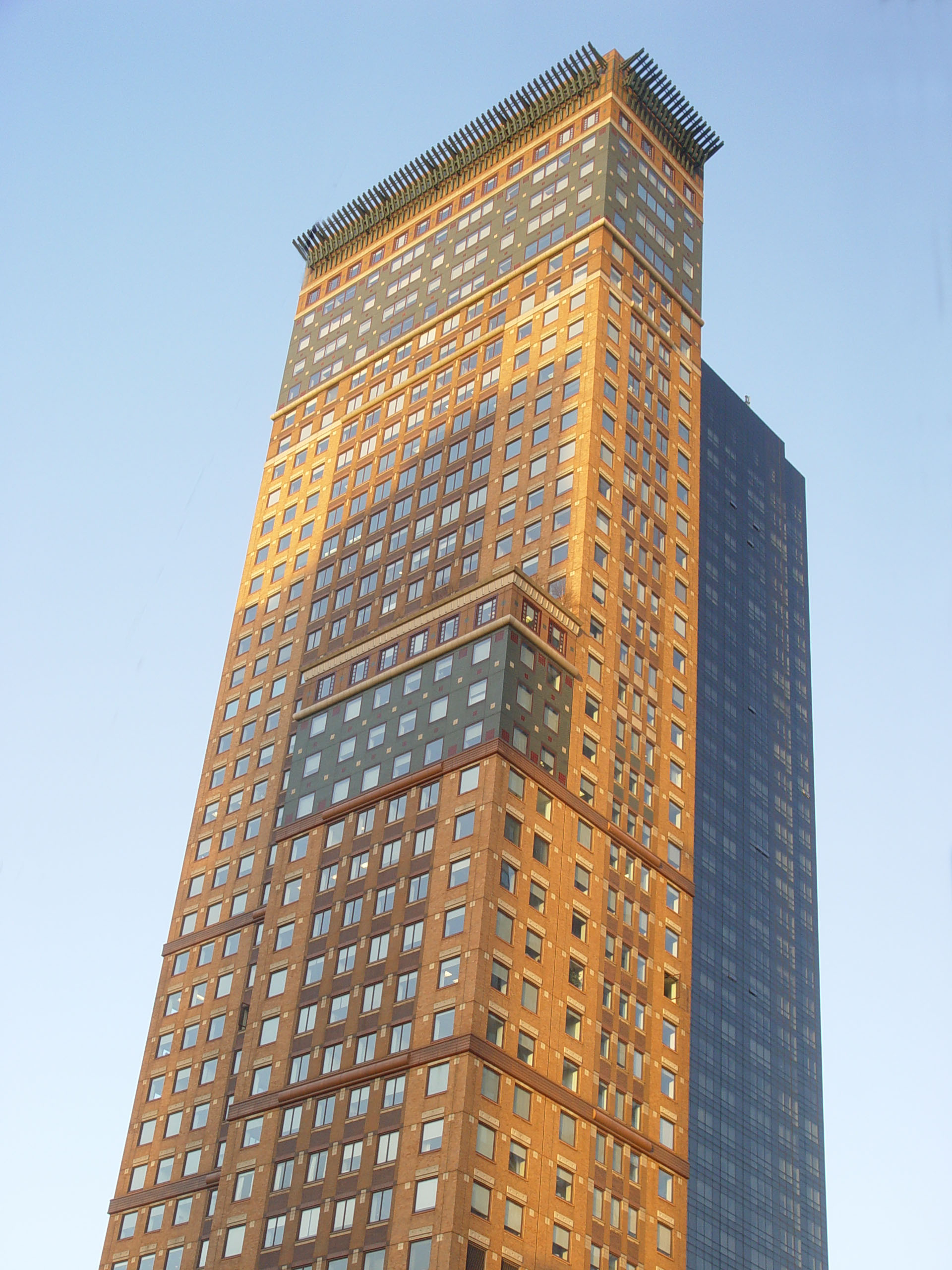
برج قاعة كارنيجي

في 1987-1989، تم الانتهاء من برج المكاتب الذي يتكون من 60 طابقًا، والذي أطلق عليه برج قاعة كارنيجي، والذي صممه سيزار بيلي وشركاه، بجوار القاعة في نفس المبنى. تتصل بالمبنى الرئيسي مساحة جديدة خلف الكواليس ومساحات المآدب الموجودة داخل البرج.
في يونيو 2003، تم وضع خطط مبدئية لعودة أوركسترا فيلهارمونيك للعودة إلى قاعة كارنيجي، وأن تدمج الأوركسترا عملياتها التجارية مع عمليات الموقع. ومع ذلك، تخلت المجموعتان عن هذه الخطط في وقت لاحق في العام.
في عام 2014، افتتحت قاعة كارنيجي جناح جوديث وبورتون ريسنيك التعليمي، الذي يضم 24 غرفة موسيقى. تم تمويل المشروع الذي تبلغ قيمته 230 مليون دولار من خلال الهدايا المقدمة من جوان وسانفورد ويل وصندوق عائلة ويل، وجوديث وبورتون ريسنيك، وليلى صفرا ومتبرعين آخرين، بالإضافة إلى 52.2 مليون دولار من المدينة، 11 مليون دولار من الولاية و56.5 مليون دولار من السندات الصادرة عن الصندوق الاستئماني للموارد الثقافية لمدينة نيويورك.

## الإدارة
المدير التنفيذي والفني لقاعة كارنيجي هو السير كليف جيلينسون منذ يوليو 2005، وكان سابقا المدير الإداري السابق لأوركسترا لندن السيمفونية.

## نكتة قاعة كارنيجي
تقول نكتة أن أحد المارة استوقف عازف الكمان ياشا هايفيتس واستفسر، «هل يمكن أن تخبرني كيف أصل إلى قاعة كارنيجي؟» قال هيفيتس. «نعم، بالتدريب!» 
أصبحت هذه النكتة جزءًا من فولكلور القاعة، لكن أصلها يظل لغزا. وفقا لصحيفة نيويورك تايمز، فقد كان العازف في النكتة إما رجلا لم يذكر اسمه، أو عازف الكمان ياشا هايفيتس أو عازف البيانو آرثر روبنشتاين. استشهدت قاعة كارنيجي في موقعها على الإنترنت بزوجة عازفة الكمان ميشا إيلمان عن أصل القصة، حيث خرجت من التدريب مع زوجها وقابلهما سائحان يبحثان عن مدخل القاعة، وسألا: «كيف نصل إلى قاعة كارنيجي؟» أجاب إيلمان ببساطة وهو يواصل طريقه دون أن ينظر للأعلى، «بالتدريب».

## المباني الأخرى المسماة قاعة كارنيجي
هناك العديد من قاعات الحفلات الموسيقية الأخرى تحمل اسم كارنيجي.
- قاعة كارنيجي، وهي مكان يتسع لـ 540 مقعدًا في مدينة دنفيرملين الاستكلندية، وهي مسقط رأس أندرو كارنيجي، تم افتتاحها في عام 1937.
- قاعة كارنيجي ذات 420 مقعدًا في لويسبورغ، فيرجينيا الغربية.
- مكتبة ومسرح كارنيجي في كوفينجتون في كنتاكي.
- قاعة كارنيجي للموسيقى، التي تسع 1928 مقعدًا، في الموقع الرئيسي لمتاحف كارنيجي في بيتسبيرغ والفرع الرئيسي لمكتبة كارنيجي في بيتسبيرغ.
- قاعة كارنيجي على الجانب الشمالي من بيتسبيرغ، والمعروفة سابقًا باسم ألغني، بنسلفانيا، ملحقة بمكتبة كارنيجي.
- قاعة كارنيجي للموسيقى ملحقة بمكتبة كارنيجي في ضاحية برادوك بولاية بنسلفانيا. تم بناءه عام 1893 كجزء من إضافة إلى مكتبة برادوك كارنيجي.
- قاعة كارنيجي للموسيقى التي تضم 1022 مقعدًا ملحقة بمكتبة كارنيجي في ضاحية هومستيد بولاية بنسلفانيا.
- قاعة كارنيجي للموسيقى ملحقة بمكتبة كارنيجي في ضاحية كارنيجي بولاية بنسلفانيا.
- قام كارنيجي أيضًا ببناء مكتبة وقاعة موسيقى في ضاحية دوكين في بنسلفانيا وتم هدمها في عام 1968.

## وصلات خارجية
- الموقع الرسمي
- Carnegie Hall at Google Cultural Institute
- Carnegie Hall and its events on NYC-ARTS.org
- Honors Performance Series, Carnegie Hall performance opportunity for elite student musicians